# Hajime Kawakami
Hajime Kawakami (japanska: 河上肇), född 20 oktober 1879 i Yamaguchi prefektur, död 30 januari 1946, var en japansk journalist, poet samt marxistisk ekonom under Taishō- och Shōwaperioderna. Han har ansetts ha infört den dialektiska materialismen i Japan. 1915 blev han professor i ekonomi i Kyoto.
Hans politiska kommunistiska engagemang gjorde att han var tvungen att avgå 1928. Samma kommunistiska engagemang, som delvis utgjordes av att han stödde det förbjudna Japans kommunistiska parti, gjorde att han fängslades 1933. Efter att han frisläpptes 1937 översatte han Kapitalet till japanska samt skrev romaner, essäer, poesi samt självbiografin Jijoden.